# Savita Devi (percussionista)
Savita Devi (nascida na Índia) é uma mulher indiana que lidera a única banda composta só por mulheres em um vilarejo do estado de Bihar, nordeste da Índia. Bihar é um dos estados mais pobres do país. A banda de percussão é composta por 10 mulheres dálites, conhecidas no passado como "intocáveis". Os intocáveis na sociedade hindu são aqueles que trabalham com trabalhos considerados indignos, sujos, lidando com os mortos (animais ou pessoas), com o lixo, ou outros empregos que requerem constante contato com aquilo que o resto da sociedade indiana considera abjeto e desagradável. Os dálites do norte da Índia incluem os dombas, chandalas,  aqueles que trabalham com couro (os chamar), com carcaças de animais (os mahar), os fazendeiros pobres, trabalhadores sem terra, escavadores de fossas (os bhangi), artesãos de rua, artistas folclóricos, varredores (chura) e lavadores de rua (dhobi). Saiba mais no verbete Dálite.
Apresentações musicais são uma tradição antiga em diversas cerimônias hindus e, ao formarem a banda com esse objetivo, essas mulheres quebraram estereótipos de uma profissão masculina.
Em 2017, quando tinha 35 anos, Savita Devi foi nomeada uma das 100 Mulheres mais influentes e inspiradoras do mundo pela BBC. Sua frase motivacional é: "Não desanime com o que as pessoas vão dizer. Quebre limites, eduque-se, então ninguém vai poder parar você".